# Federico Burdisso
Federico Burdisso (Pavia, 20 september 2001) is een Italiaanse zwemmer. Hij vertegenwoordigde zijn vaderland op de Olympische Zomerspelen 2020 in Tokio.

## Carrière
Bij zijn internationale debuut, op de Europese kampioenschappen zwemmen 2018 in Glasgow, veroverde Burdisso de bronzen medaille op de 200 meter vlinderslag, daarnaast strandde hij in de series van de 100 meter vlinderslag. Tijdens de wereldkampioenschappen kortebaanzwemmen 2018 in Hangzhou werd hij uitgeschakeld in de series van de 200 meter vlinderslag.
Op de wereldkampioenschappen zwemmen 2019 in Gwangju eindigde de Italiaan als vierde op de 200 meter vlinderslag, op de 100 meter vlinderslag strandde hij in de series. Op de 4×100 meter wisselslag werd hij samen met Simone Sabbioni, Nicolò Martinenghi en Manuel Frigo uitgeschakeld in de series.
In Boedapest nam Burdisso deel aan de Europese kampioenschappen zwemmen 2020. Op dit toernooi behaalde hij de zilveren medaille op de 200 meter vlinderslag, op de 100 meter vlinderslag eindigde hij op de vijfde plaats. Samen met Thomas Ceccon, Nicolò Martinenghi en Alessandro Miressi sleepte hij de bronzen medaille in de wacht op de 4×100 meter wisselslag. Tijdens de Olympische Zomerspelen van 2020 in Tokio veroverde hij de bronzen medaille op de 200 meter vlinderslag, daarnaast strandde hij in de series van de 100 meter vlinderslag. Op de 4×100 meter wisselslag legde hij samen met Thomas Ceccon, Nicolò Martinenghi en Alessandro Miressi beslag op de bronzen medaille.

## Internationale toernooien
| Jaar | Olympische Spelen                                           | WK langebaan                                                   | WK kortebaan                              | EK langebaan                                               | EK kortebaan                              |
| ---- | ----------------------------------------------------------- | -------------------------------------------------------------- | ----------------------------------------- | ---------------------------------------------------------- | ----------------------------------------- |
| 2018 |                                                             |                                                                | 16e 200m vlinderslag                      | 19e 100m vlinderslag · 200m vlinderslag                    |                                           |
| 2019 |                                                             | 19e 100m vlinderslag 4e 200m vlinderslag 13e 4×100m wisselslag |                                           |                                                            | geen deelname                             |
| 2020 | Geen toernooien vanwege de coronapandemie                   | Geen toernooien vanwege de coronapandemie                      | Geen toernooien vanwege de coronapandemie | Geen toernooien vanwege de coronapandemie                  | Geen toernooien vanwege de coronapandemie |
| 2021 | 17e 100m vlinderslag · 200m vlinderslag · 4×100m wisselslag |                                                                | 16-21 december                            | 5e 100m vlinderslag · 200m vlinderslag · 4×100m wisselslag | 2-7 november                              |

## Persoonlijke records
Bijgewerkt tot en met 23 mei 2021
Kortebaan
| Afstand          | Tijd    | Datum           | Plaats   |
| ---------------- | ------- | --------------- | -------- |
| 100m vrije slag  | 48,13   | 6 december 2020 | Rome     |
| 200m vrije slag  | 1.46,73 | 19 maart 2019   | Riccione |
| 100m vlinderslag | 51,17   | 6 december 2020 | Rome     |
| 200m vlinderslag | 1.51,98 | 6 maart 2021    | Rome     |

Langebaan
| Afstand          | Tijd    | Datum            | Plaats    |
| ---------------- | ------- | ---------------- | --------- |
| 100m vrije slag  | 49,38   | 20 augustus 2019 | Boedapest |
| 200m vrije slag  | 1.48,95 | 13 augustus 2018 | Rome      |
| 100m vlinderslag | 51,39   | 23 mei 2021      | Boedapest |
| 200m vlinderslag | 1.54,28 | 19 mei 2021      | Boedapest |